# VIII. János (ellenpápa)
VIII. János (? – 844 után) volt a világtörténelem 12. ellenpápája. II. Szergiusz pápa ellenében választották meg a keresztény egyház legfőbb hivatalának viselésére.
Római családból származott. Életéről legközelebb csak akkor értesülünk, amikor IV. Gergely pápa diakónussá szenteli. Amikor Gergely meghalt a római zsinat azonnal összeült 844-ben. A gyűlésen a városi köznép közfelkiáltással János mellé állt, de a római nemesség egy archipresbitert, Szergiuszt támogatott. A feldühödt nép elfoglalta a Lateránt, és Jánost vezette be oda. A nemesség azonban túlerőben volt, és hamarosan leverték a lázadást. Visszafoglalták a Lateránt és elfogták az ellenpápát. A további vitákat elkerülendő, sietve felszentelték II. Szergiuszt a pápai hivatalba. Az ő közbenjárására nem végezték ki Jánost, hanem egy kolostorba zárták. Itt szerzetesi nyugalomban élhette le életét.